# Gravois Township
Die Gravois Township ist eine von 28 Townships im St. Louis County im Osten des US-amerikanischen Bundesstaates Missouri und Bestandteil der Metropolregion Greater St. Louis. Das U.S. Census Bureau hat bei der Volkszählung 2020 eine Einwohnerzahl von 35.878 ermittelt.

## Geografie
Die Gravois Township liegt im südwestlichen Vorortbereich von St. Louis. Der Mississippi, der die Grenze zu Illinois bildet, befindet sich rund 5 km östlich.
Die Gravois Township liegt auf 38° 34′ N, 90° 21′ W und erstreckt sich über 26,2 km².
Die Gravois Township liegt im Süden des St. Louis County und grenzt nordöstlich an die Stadt St. Louis. Innerhalb des St. Louis County grenzt die Gravois Township im Südosten und Süden an die Concord Township, im Südwesten an die Tesson Ferry Township, im Westen und Nordwesten an die Bonhomme Township sowie im Norden an die Jefferson Township.

## Verkehr
Der südwestliche Rand der Gravois Township wird von der Interstate 270 gebildet, der Umgehungsstraße von St. Louis. Am Nordwestrand der Township verläuft die Interstate 44, die St. Louis mit Oklahoma City verbindet. Parallel zur Interstate 270 verlaufen auf einer gemeinsamen Strecke die U.S. Highways 50, 61 und 67. Durch den Norden der Gravois Township führt in West-Ost-Richtung die Missouri State Route 366, die hier auf der Strecke der alten Route 66 verläuft. Der südöstliche Rand wird durch die Missouri State Route 30 gebildet. Bei allen weiteren Straßen innerhalb der Township handelt es sich um innerstädtische Verbindungsstraßen.
In Nord-Süd-Richtung verläuft eine Eisenbahnlinie der BNSF Railway durch das Gebiet der Gravois Township.
Der Lambert-Saint Louis International Airport liegt rund 25 km nördlich der Gravois Township.

## Demografische Daten
Nach der Volkszählung im Jahr 2010 lebten in der Gravois Township 34.919 Menschen in 15.449 Haushalten. Die Bevölkerungsdichte betrug 1332,8 Einwohner pro Quadratkilometer. In den 15.449 Haushalten lebten statistisch je 2,25 Personen.
Ethnisch betrachtet setzte sich die Bevölkerung zusammen aus 90,4 Prozent Weißen, 4,4 Prozent Afroamerikanern, 0,2 Prozent amerikanischen Ureinwohnern, 2,7 Prozent Asiaten sowie 0,6 Prozent aus anderen ethnischen Gruppen; 1,7 Prozent stammten von zwei oder mehr Ethnien ab. Unabhängig von der ethnischen Zugehörigkeit waren 2,5 Prozent der Bevölkerung spanischer oder lateinamerikanischer Abstammung.
20,4 Prozent der Bevölkerung waren unter 18 Jahre alt, 61,7 Prozent waren zwischen 18 und 64 und 17,9 Prozent waren 65 Jahre oder älter. 52,3 Prozent der Bevölkerung war weiblich.
Das mittlere jährliche Einkommen eines Haushalts lag bei 52.912 USD. Das Pro-Kopf-Einkommen betrug 29.053 USD. 9,5 Prozent der Einwohner lebten unterhalb der Armutsgrenze.

## Ortschaften
Die Bevölkerung der Gravois Township lebt in folgenden Ortschaften:
| Citys - Crestwood - Kirkwood1 - Shrewsbury2 - Sunset Hills3 | Villages - Grantwood Village - Mackenzie - Marlborough4 | Census-designated place (CDP) - Sappington |

1 – überwiegend in der Bonhomme Township, teilweise in der Clayton Township

2 – überwiegend in der Jefferson Township

3 – überwiegend in der Tesson Ferry Township, teilweise in der Bonhomme und der Concord Township

4 – zu einem kleineren Teil in der Jefferson Township